# حرب الأعلاف
كانت حرب الأعلاف (بالإنجليزية: Forage War)‏ عبارة عن حملة حزبية تتكون من العديد من المناوشات الصغيرة التي وقعت في نيوجيرسي خلال حرب الاستقلال الأمريكية بين يناير ومارس 1777، بعد معركتي ترينتون وبرينستون. بعد دخول كل من القوات البريطانية والجيش القاري إلى مقرها الشتوي في أوائل يناير، انخرط النظاميون في الجيش القاري وشركات الميليشيات من نيوجيرسي وبنسيلفانيا في العديد من عمليات الاستطلاع والمضايقة ضد القوات البريطانية والألمانية المتواجدة في نيوجيرسي.
أرادت القوات البريطانية الحصول على مواد جديدة للاستهلاك، كما طلبت علفًا جديدًا لحيوانات الجر والخيول. أمر الجنرال جورج واشنطن بالإزالة المنهجية لمثل هذه الإمدادات من المناطق التي يسهل على البريطانيين الوصول إليها، كما قامت شركات الميليشيات والقوات الأمريكية بمضايقة الغزوات البريطانية والألمانية للحصول على مثل هذه المؤن. في حين أن العديد من هذه العمليات كانت صغيرة، فقد أصبحت في بعض الحالات معقدة للغاية، وشارك فيها أكثر من 1000 جندي. كانت العمليات الأمريكية ناجحة للغاية لدرجة أن الخسائر البريطانية في نيوجيرسي (بما في ذلك خسائر معركتي ترينتون وبرينستون) تجاوزت خسائر الحملة بأكملها في نيويورك.

## خلفية
في أغسطس 1776، بدأ الجيش البريطاني حملة للسيطرة على مدينة نيويورك، التي دافع عنها جيش جورج واشنطن القاري. خلال الشهرين التاليين، سيطر الجنرال ويليام هاو بسرعة على نيويورك، ودفع واشنطن إلى نيو جيرسي. ثم طارد واشنطن جنوبا باتجاه فيلادلفيا. تراجعت واشنطن عبر نهر ديلاوير إلى ولاية بنسلفانيا، وأخذت معها كل القوارب لأميال في كل اتجاه. ثم أمر هاو جيشه بدخول الأحياء الشتوية، وأسس سلسلة من البؤر الاستيطانية عبر نيوجيرسي، من نهر هدسون عبر نيو برونزويك إلى ترينتون وبوردنتاون على نهر ديلاوير. تسبب احتلال القوات البريطانية والألمانية لنيوجيرسي في احتكاك مع المجتمعات المحلية وأدى إلى زيادة تجنيد ميليشيات باتريوت. في وقت مبكر من منتصف ديسمبر، كانت هذه الميليشيات تضايق الدوريات البريطانية، مما أدى إلى حوادث مثل كمين جيري، حيث قتل زعيم الفرسان، وزاد من مستوى التوتر في الأحياء البريطانية والألمانية.